# Rohit Mirza
Rohit Mirza (sinh ngày 15 tháng 8 năm 1991) là một cầu thủ bóng đá người Ấn Độ thi đấu ở vị trí tiền vệ cho Gokulam Kerala FC ở I-League.

## Sự nghiệp
Mirza gia nhập Mumbai F.C. với tư cách cầu thủ trẻ thi đấu cho U-20 ở I-League U20. Mirza sau đó ra mắt cho đội chính Mumbai ngày 11 tháng 5 năm 2013 trong trận đấu cuối cùng ở mùa giải trước Sporting Goa tại Sân vận động Tilak Maidan ở Goa. Anh đá chính và thi đấu 57 phút trước khi được thay cho Jayesh Rane và Mumbai hòa 2–2.
Hiện tại Mirza là thành viên của 'Mumbai City FC'.

## Thống kê sự nghiệp
Tính đến 22 tháng 5 năm 2017
| Câu lạc bộ          | Mùa giải            | Giải vô địch | Giải vô địch | Cúp Liên đoàn | Cúp Liên đoàn | Cúp Durand | Cúp Durand | AFC     | AFC       | Tổng    | Tổng      |
| Câu lạc bộ          | Mùa giải            | Số trận      | Bàn thắng    | Số trận       | Bàn thắng     | Số trận    | Bàn thắng  | Số trận | Bàn thắng | Số trận | Bàn thắng |
| ------------------- | ------------------- | ------------ | ------------ | ------------- | ------------- | ---------- | ---------- | ------- | --------- | ------- | --------- |
| Mumbai              | 2012–13             | 1            | 0            | 0             | 0             | 0          | 0          | —       | —         | 1       | 0         |
| Mumbai              | 2013-14             | 9            | 0            | 1             | 0             | 0          | 0          | --      | --        | 10      | 0         |
| Mumbai              | 2014-15             | 1            | 0            | 1             | 0             | 0          | 0          | –       | –         | 2       | 0         |
| Mumbai              | 2015-16             | 6            | 0            | 2             | 0             | 0          | 0          | –       | –         | 8       | 1         |
| Kenkre              | 2016-17             | 9            | 2            | 0             | 0             | 0          | 0          | –       | –         | 9       | 2         |
| Kerala              | 2017-18             | 4            | 0            | 0             | 0             | 0          | 0          | –       | –         | 4       | 0         |
| Tổng cộng sự nghiệp | Tổng cộng sự nghiệp | 28           | 2            | 4             | 0             | 0          | 0          | 0       | 0         | 34      | 3         |